# Hexatoma nitidiventris
Hexatoma nitidiventris är en tvåvingeart som först beskrevs av Edwards 1926.  Hexatoma nitidiventris ingår i släktet Hexatoma och familjen småharkrankar.
Artens utbredningsområde är Vietnam. Inga underarter finns listade i Catalogue of Life.